# Letopaloptera carpenteriana
Letopaloptera carpenteriana là một loài côn trùng trong họ Letopalopteridae thuộc bộ Hypoperlida. Loài này được Martynova miêu tả năm 1961.